# Розмальовка

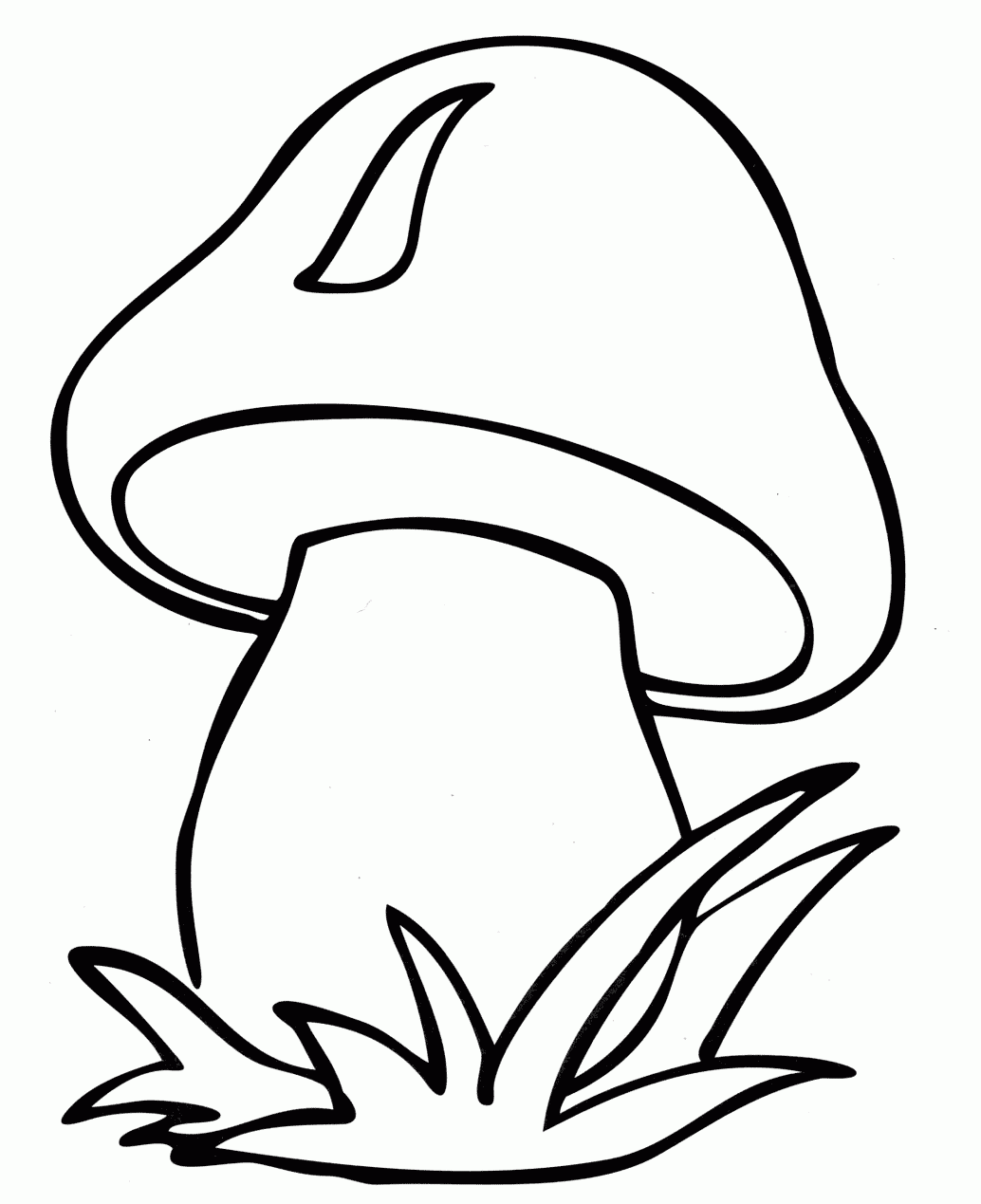
Кіт

Розмальовка —  книга або сторінка з контурними зображеннями для розфарбовування різних композицій олівцями, фарбами, фломастерами або іншими художніми засобами. Всі контури зображення в книзі вже надруковані, але ціле зображення, зазвичай крім чорного кольору, безбарвне.

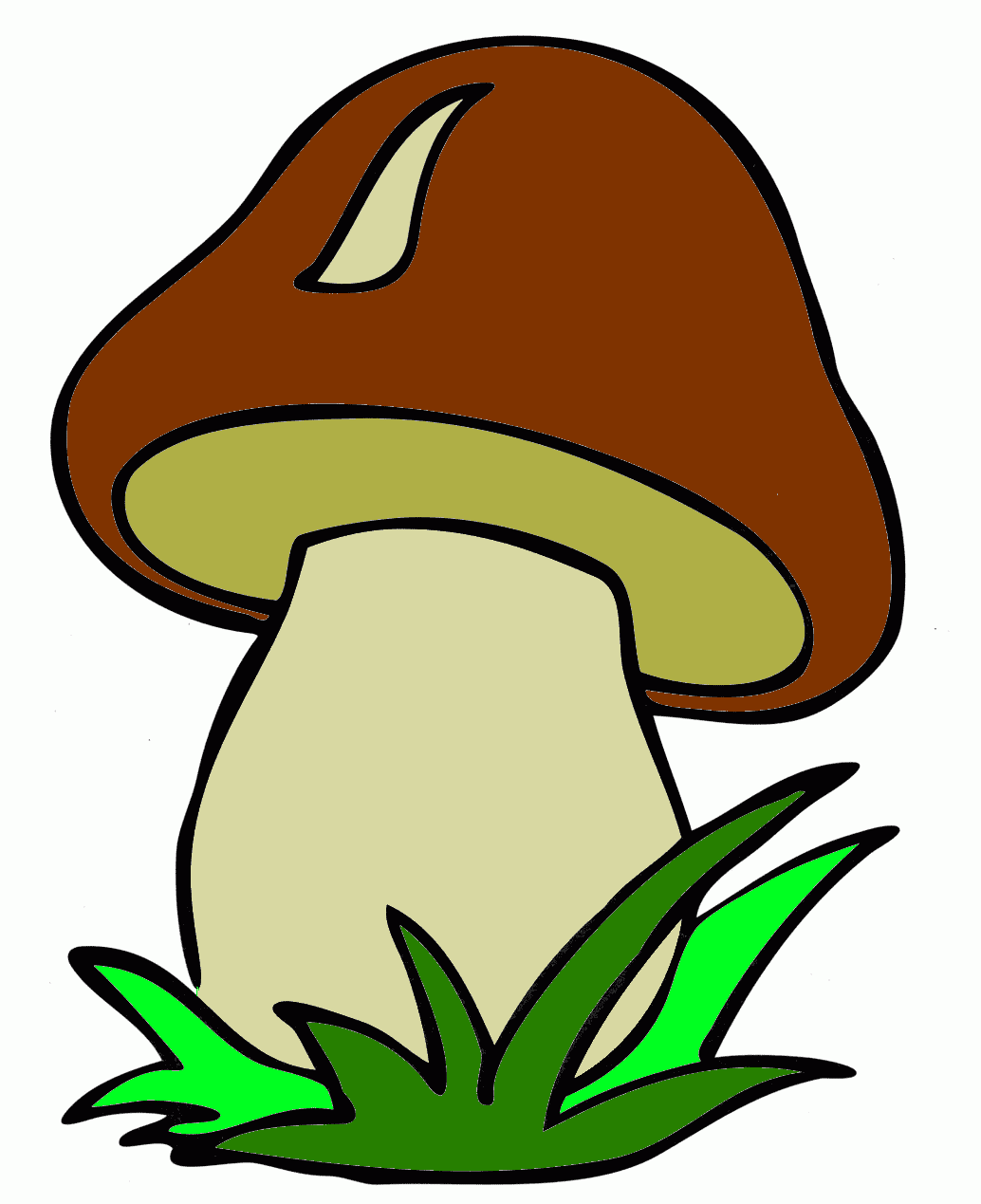
Розмальоване зображення

## Історія
Перші розмальовки з'явилися 1880 року в США, з назвою The Little Folks 'Painting Book від компанії McLoughlin Brothers 1907 автор Richard F. Outcault опублікував свою книгу Buster's Paint Book  з коміксами для розфарбування, після цього розмальовки стали набирати популярність 
У 1960-і настали «Золотий часи» розмальовок. Вони стали дуже популярним товаром в дитячих магазинах. У розмальовках були представлені всі можливі зображення від пилососів до автомобілів та героїв різних коміксів.
З 1980-х років, кілька видавців видали освітні розмальовки для дорослих, призначені для вивчення навчальних предметів, таких як анатомія і фізіологія, де колірне кодування та докладні схеми використовуються для допомоги навчанню. Прикладом може бути «Анатомічна книга розмальовок» (оригінальна назва «The Anatomy Coloring Book») та подальша книжкова серія,  Wynn Kapit і Lawrence Elson, від видавництва HarperCollins (1990 -е роки) і Benjamin Cummings (2000-ті роки).

## Корисні властивості
Монотонні рухи  олівцем або пензлем заспокоюють. Можливість самостійно обирати кольори та уявляти результат в різних кольорах - розвиває творчість. Процес створення кольорових зображень дуже простий, тому зараз розмальовки популярні не тільки серед дітей, але й серед дорослих. Дітям розфарбовування допомагає вивчити кольори, форми та дізнатися більше про навколишній світ. 

## Розмальовка для дорослих
Приблизно з 2015 року стали набирати популярність розмальовки для дорослих, наприклад, в квітні цього року дві книги з розмальовками зайняли перші позиції з продажів на сайті Amazon .
Розмальовки для дорослих доступні як в друкованому вигляді: альбоми, книги , блокноти і щоденники . Але так само пропонуються в цифровому вигляді . Такі розмальовки можна не тільки завантажити та роздрукувати, а й розфарбовувати прямо в електронному середовищі за допомогою різних графічних інструментів, призначених для цього. У листі для  Washington Post Dominic Bulsuto припустив, що тенденція поширення розмальовок для дорослих в цифровому вигляді сприяє поширенню жанру, зазначивши, що анонімний характер процесу розфарбування дозволяє людям відчувати себе більш впевненими. А також не відчувати такого збентеження при покупці дорослими розмальовок в реальному житті.